# Март, Венедикт
Венеди́кт Никола́евич Матве́ев (псевдонимы Венедикт Март, Венедикт Марьин; 27 марта 1896, Владивосток — 16 октября 1937, Киев) — поэт-футурист, писатель, переводчик китайских и японских поэтов. Отец поэта Ивана Елагина.

## Биография
Родился в семье известного писателя, краеведа, переводчика-япониста Николая Амурского. Его крёстным отцом был народоволец Иван Ювачёв, ссыльный, в будущем — отец Даниила Хармса.
Стихи начал писать гимназистом. Первый сборник стихотворений «Порывы» выпустил в 1914 г. во Владивостоке. Там же в типографии отца выпустил под маркой издательства «Хайшин-вей» книги стихотворений «Чёрный Дом» и «Песенцы».
В 1918 путешествовал по Японии, писал танка и хокку, посылал путевые заметки в дальневосточные журналы. В его сборнике «Песенцы» (Владивосток, 1917) есть датированные 1914-м годом переводы из японских поэтов, в частности — из возведённого на престол Японии революцией Мэйдзи императора Муцухито.
Летом 1920 года уехал в Харбин. Опубликовал около двенадцати книг собственных стихов и переводов древнекитайских поэтов. В тот период он пристрастился к морфию и курению опиума. В 1922 г. выпустил новеллу-миниатюру «На любовных перекрёстках причуды».
В конце 1923 года вместе с женой и пятилетним сыном вернулся в СССР, где издал ряд прозаических книг, в том числе на восточные темы.
Активно участвовал в неофициальной литературной жизни, сблизился с Даниилом Хармсом, стал прототипом «поэта Сентября» в романе Константина Вагинова «Козлиная песнь».
Дружил с Сергеем Есениным. Был известным скандалистом и любителем выпить. Вот история, пересказанная его сыном:
отец и его друг поэт Лев Аренс устроили на даче в Томилино выпивку на сосне. Довольно высоко они привязались ремнями, а перед собой, ремнями же, укрепили ящик с водкой.
В середине октября 1928 года он был арестован в Москве за ссору с рукоприкладством. Сидел в Бутырской тюрьме. После приговора суда был выслан на три года в Саратов.
В 1932 поселился в Киеве.
Повторно арестован 12 июня 1937 по обвинению в шпионаже в пользу Японии. Приговорён по статье 54-6 ч. 1 УК УССР (шпионаж), расстрелян 16 октября 1937 г.

## Известные книги
- «Чёрный Дом».1917
- «Песенцы». 1917
- «Фаин».(Совместно с Гавриилом Эльфом) 1919
- «Тигровьи чары». 1920
- «На любовных перекрёстках причуды». 1922
- «Логово рыжих дьяволов. О Шанхае». 1928
- «Речные люди. Повесть для детей из быта „Современного Китая“». 1930
- «ДЭРЭ — водяная свадьба. Рассказ». 1932
- «Ударники финансового фронта». 1933